# توربومکا آستازو
توربومکا آستازو (فرانسوی: Turbomeca Astazou‎) یک سری از موتورهای بسیار موفق توربوپراپ و توربوشفت است که برای اولین بار در سال ۱۹۵۷ تولید گردیده و در ۲۹ مه ۱۹۶۱ پس از یک دوره آزمایشی صد ساعته برای استفاده در صنایع هوانوردی مورد پذیرش قرار گرفت. طراح و مهندس اصلی توسعه دهنده این موتور ژی. اسپورر بود. نام این موتور از دو قله پیرنه گرفته شده است.
یک نسخه ساده شده آن توسط آگوستا با نام توربومکا-آگوستا تی. ای ۲۳۰ تولید شد

## گونه‌ها
آستازو ۱
آستازو ۲
آستازو ۲ ای
آستازو ۳
آستازو ۳ ای
آستازو ۳ سی
آستازو ۳ سی۲
آستازو ۳ ان
آستازو ۳ ان۲

## کاربران

### هواگردهای بال ثابت
- داسو کومونواته- فرانسه

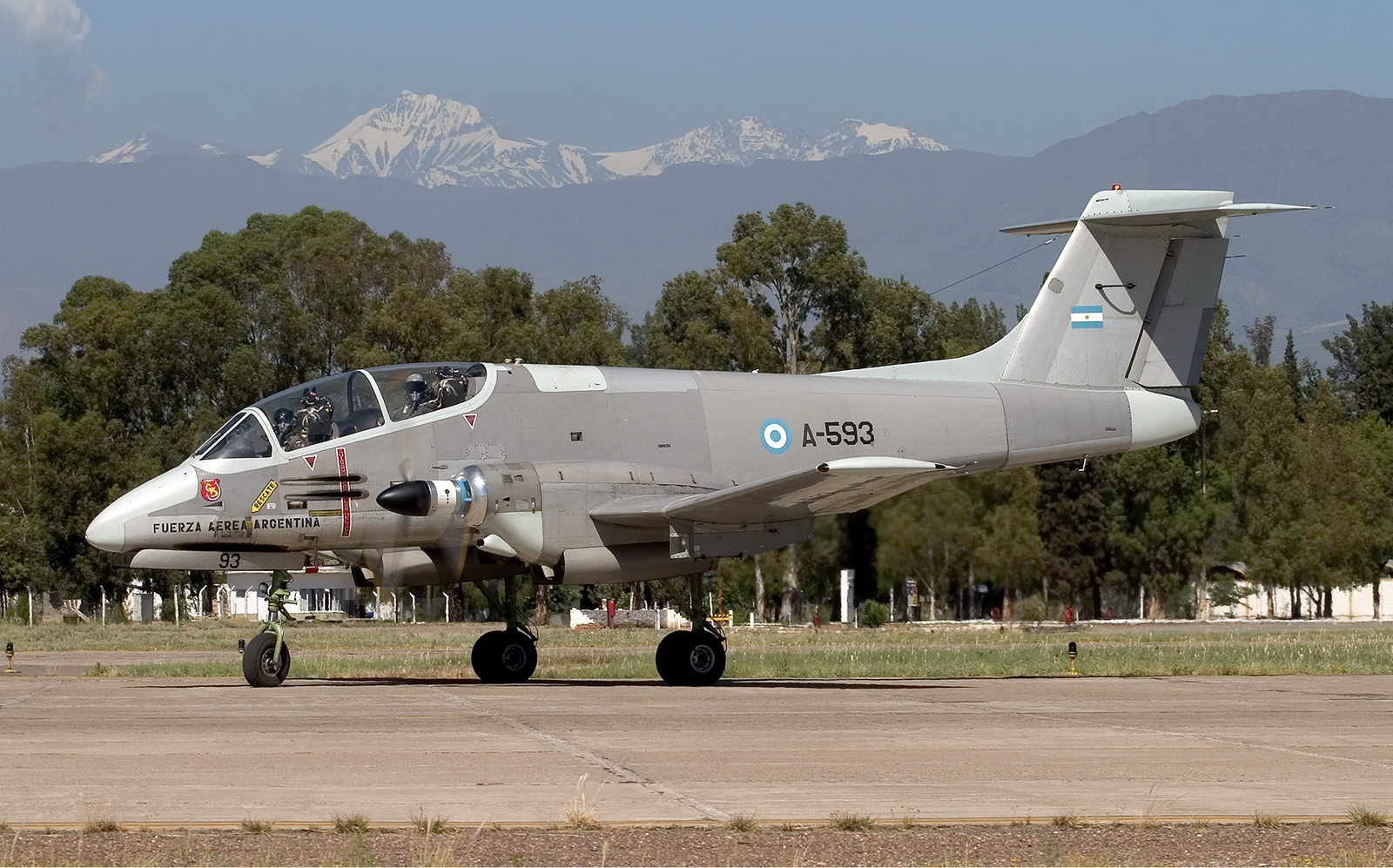
اف‌ام‌ای آی‌ای ۵۸ پوکارا متعلق به نیروی هوایی آرژانتین مجهز به موتورهای توربومکا آستازو

- داسو هیروندیه - فرانسه :دوموتور آستازو ۱۴ با توان معادل ۶۴۰ کیلووات (۸۶۰ اسب بخار)
- دورنیه دو ۲۷- آلمان
- اف‌ام‌ای آی‌ای ۵۸ پوکارا- آرژانتین :۲ موتورآستازو ۱۵جی با توان معادل۷۱۳ کیلووات (۹۵۶ اسب بخار)
- هندلی پیج اچ. پی-۱۳۷ جت‌استریم- بریتانیا:۲ موتورآستازو ۱۴سی با توان معادل ۶۸۷ کیلووات (۹۲۱ اسب بخار).
- میتسوبیشی ام‌یو-۲- ژاپن
- نورد نورآلفا- فرانسه
- پیلاتوس پی‌سی-۶ پورتر/ای۱-اچ۲ توربو پورتر-  سوئیس ۱ موتور آستازو ۱۲ با توان معادل۵۴۵ کیلووات (۷۳۱ اسب بخار).
- پوتز۸۴۰- فرانسه: ۴ موتور توربومکاآستازو ۲ به قدرت ۴۴۰ اسب بخار (۳۲۸ کیلووات)
- پوتز۸۴۲- فرانسه: ۴ موتور توربومکاآستازو ۱۲ به قدرت ۶۰۰ اسب بخار (۴۴۷ کیلووات)
- اس‌اف‌‌‌ئی‌آرام‌ای نورد۱۱۰- فرانسه

## مشخصات (آستازو ۱۶)
Data from Aircraft engines of the World 1970

#### خصوصیات کلی
- نوع: توربوپراپ
- طول: ۲٬۰۰۰ میلیمتر (۷۹ اینچ) including propeller
- قطر: ۵۴۶ میلیمتر (۲۱٫۵ اینچ)
- Frontal area: ۰٫۲۳ متر مربع (۲٫۵ فوت مربع)
- وزن خشک: ۲۰۶ کیلوگرم (۴۵۴ پوند)

#### اجزا
- کمپرسور: 2-stage axial + 1-stage centrifugal
- Combustors: محفظه احتراق حلقوی
- توربین: 3-stage axial turbine
- نوع سوخت: سوخت جت از نوعٰ کِروزِن همانند جت ای-۱، جی پی-۴ و جی پی-۵
- سامانه روغن: Pressure spray at ۳٫۰ بار (۴۴ پوند بر اینچ مربع) with scavenge

#### عملکرد
- حداکثر توان خروجی: * Take-off power: ۸۱۱ کیلووات (۱٬۰۸۸ اسب بخار کوتاه) (equivalent) (۷۶۶ کیلووات (۱٬۰۲۷ اسب بخار کوتاه) + ۰٫۶۷ کیلونیوتن (۱۵۰ پوند-نیرو)) at 43,000 rpm (static)
- Max. Continuous power: ۷۴۳ کیلووات (۹۹۶ اسب بخار کوتاه) (equivalent) (۶۹۹ کیلووات (۹۳۷ اسب بخار کوتاه) + ۰٫۶۴ کیلونیوتن (۱۴۵ پوند-نیرو)) at 43,000 rpm (static)
- نسبت فشار کلی: ۸٫۱۵:۱
- جریان جرمی هوا: ۳٫۳۵ کیلوگرم بر ثانیه (۴۴۳ پوند بر دقیقه) در ۴۳٬۰۰۰ دور بر دقیقه
- مصرف سوخت یژه برخاست: ۰٫۳۰ کیلوگرم بر کیلووات-ساعت (۰٫۵ پوند بر اسب بخار-ساعت) (معادل)
- نسبت توان به وزن: ۳٫۹ kilowatts per kilogram (۲٫۴ horsepower per pound) (معادل)

| پارامتر        | ۲                                | ۲ ای                             | ۳ سی۲/ان۲                        | ۱۰                               | ۱۴ بی/اف                         | ۱۴ اج                            | ۱۴ ام                            | ۱۶                                        |
| -------------- | -------------------------------- | -------------------------------- | -------------------------------- | -------------------------------- | -------------------------------- | -------------------------------- | -------------------------------- | ----------------------------------------- |
| حداکثر خروجی   | ۳۹۰ کیلووات (۵۲۳ اسب بخار کوتاه) | ۳۹۰ کیلووات (۵۲۳ اسب بخار کوتاه) | ۴۸۰ کیلووات (۶۴۴ اسب بخار کوتاه) | ۴۶۵ کیلووات (۶۲۴ اسب بخار کوتاه) | ۴۴۰ کیلووات (۵۹۰ اسب بخار کوتاه) | ۴۴۰ کیلووات (۵۹۰ اسب بخار کوتاه) | ۴۴۰ کیلووات (۵۹۰ اسب بخار کوتاه) | ۸۱۱ کیلووات (۱٬۰۸۸ اسب بخار کوتاه)        |
| طول            | ۱٬۸۱۰ میلیمتر (۷۱٫۳ اینچ)        | ۱٬۴۲۷٫۵ میلیمتر (۵۶٫۲ اینچ)      | ۱٬۴۳۳٫۵ میلیمتر (۵۶٫۴ اینچ)      | ۱٬۹۱۲ میلیمتر (۷۵٫۳ اینچ)        | ۱٬۴۳۴ میلیمتر (۵۶٫۵ اینچ)        | ۱٬۴۷۰ میلیمتر (۵۷٫۹ اینچ)        | ۱٬۴۷۴ میلیمتر (۵۸٫۰ اینچ)        | ۲٬۰۰۰ میلیمتر (۷۹ اینچ)                   |
| قطر            | ۴۶۰ میلیمتر (۱۸٫۱ اینچ)          | ۴۶۰ میلیمتر (۱۸٫۱ اینچ)          | ۴۶۰ میلیمتر (۱۸٫۱ اینچ)          | ۴۶۰ میلیمتر (۱۸٫۱ اینچ)          | ۴۶۰ میلیمتر (۱۸٫۱ اینچ)          | ۴۶۰ میلیمتر (۱۸٫۱ اینچ)          | ۴۶۰ میلیمتر (۱۸٫۱ اینچ)          | ۵۴۶ میلیمتر (۲۱٫۵ اینچ)                   |
| عرض            |                                  | ۵۱۶ میلیمتر (۲۰٫۳ اینچ)          | ۴۸۳ میلیمتر (۱۹٫۰ اینچ)          |                                  | ۵۲۰ میلیمتر (۲۰٫۵ اینچ)          | ۵۰۰ میلیمتر (۱۹٫۷ اینچ)          | ۴۶۰ میلیمتر (۱۸٫۱ اینچ)          |                                           |
| ارتفاع         |                                  | ۵۶۰ میلیمتر (۲۲٫۰ اینچ)          | ۵۰۸ میلیمتر (۲۰٫۰ اینچ)          |                                  | ۶۲۳٫۵ میلیمتر (۲۴٫۵ اینچ)        | ۵۶۵ میلیمتر (۲۲٫۲ اینچ)          | ۵۷۰ میلیمتر (۲۲٫۴ اینچ)          |                                           |
| وزن            | ۱۲۳ کیلوگرم (۲۷۱٫۲ پوند)         | ۱۴۲ کیلوگرم (۳۱۳٫۱ پوند)         | ۱۵۰٫۳ کیلوگرم (۳۳۱٫۴ پوند)       | ۱۲۸ کیلوگرم (۲۸۲٫۲ پوند)         | ۱۶۰ کیلوگرم (۳۵۲٫۷ پوند)         | ۱۶۰ کیلوگرم (۳۵۲٫۷ پوند)         | ۱۶۰ کیلوگرم (۳۵۲٫۷ پوند)         | ۲۰۶ کیلوگرم (۴۵۴ پوند)                    |
| جریان جرمی هوا | ۲٫۵ کیلوگرم (۵٫۵ پوند)/ثانیه     |                                  |                                  |                                  |                                  |                                  |                                  | ۳٫۳۵ کیلوگرم بر ثانیه (۴۴۳ پوند بر دقیقه) |
| نسبت فشار      | ۶:۱                              |                                  |                                  | ۷٫۵:۱                            | ۸:۱                              | ۸:۱                              | ۸:۱                              | ۸٫۱۵:۱                                    |

## Further reading
- Gunston, Bill (1986). World Encyclopedia of Aero Engines. Wellingborough: Patrick Stephens. p. 164.